# Granica argentyńsko-brazylijska
Granica argentyńsko-brazylijska – granica państwowa pomiędzy Argentyną a Brazylią, ciągnąca się na długości 1261,3 km od trójstyku z Paragwajem na północy (ujście Iguaçu do Parany) do trójstyku z Urugwajem na południu (ujście rzeki Quaraí do rzeki Urugwaj).
Na odcinku 1236,2 km granica biegnie korytami rzek Iguaçu (wraz z wodospadem Iguazú), Rio Santo Antônio, Peperi Guassu i Urugwaj. Granica lądowa stanowi zaledwie 25,1 km.